# Carlo Tognoli
Carlo Tognoli (ur. 16 czerwca 1938 w Mediolanie, zm. 5 marca 2021 tamże) – włoski polityk i samorządowiec, burmistrz Mediolanu (1976–1986), deputowany krajowy i europejski, minister.

## Życiorys
Z zawodu dziennikarz. Kształcił się w zakresie chemii na Uniwersytecie Bocconi, nie kończąc tych studiów. Zaangażował się w działalność polityczną w ramach Włoskiej Partii Socjalistycznej. W latach 1958–1962 był przywódcą partyjnego ruchu młodzieżowego. W latach 60. zasiadał w radzie miejskiej Cormano. W 1970 został asesorem w administracji miejskiej Mediolanu. Od 1976 do 1986 zajmował stanowisko burmistrza tej miejscowości.
W latach 1984–1987 sprawował mandat posła do Parlamentu Europejskiego, pełniąc funkcję wiceprzewodniczącego frakcji socjalistycznej. Od 1987 do 1992 zasiadał w Izbie Deputowanych X i XI kadencji. Był członkiem czterech włoskich rządów. Od lipca 1987 do lipca 1989 zajmował stanowisko ministra bez teki odpowiedzialnego za sprawy obszarów zurbanizowanych. Od lutego 1990 do czerwca 1992 stał na czele resortu turystyki. Jego karierę polityczną w połowie lat 90. przerwały oskarżenia korupcyjne, jego proces karny zakończył się uniewinnieniem.
Był później m.in. prezesem Fondazione Ospedale Maggiore di Milano (2005–2009).
Zmarł 5 marca 2021 na COVID-19 w czasie światowej pandemii tej choroby.